# Marcia (guerra)

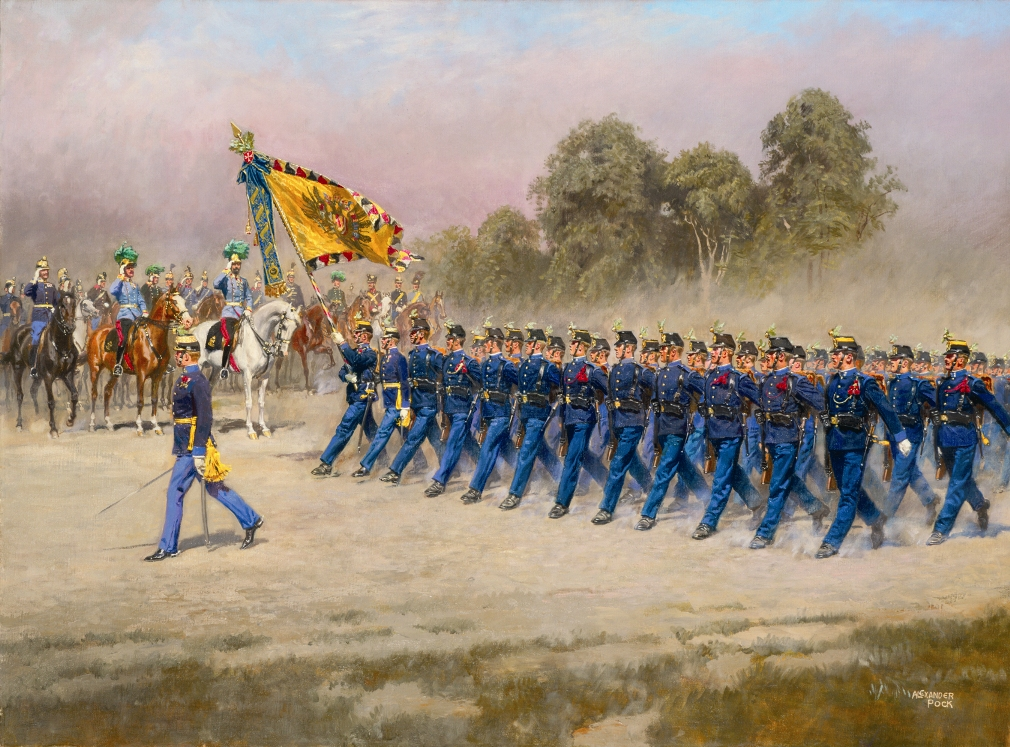
Un reparto dell'Imperiale e regio esercito austro-ungarico in marcia in un quadro del 1896

In ambito militare, la marcia consiste nel movimento via terra, pianificato e organizzato, di un'unità militare terrestre da un luogo a un altro.
Originariamente, con "marcia" si indicava il trasferimento di un reparto compiuto per lo più a piedi, oppure tramite animali (ad esempio cavalli) o mezzi meccanici a propulsione muscolare (come le biciclette). In tempi più recenti, il termine "marcia" indica, per estensione, qualsiasi movimento pianificato di un reparto militare terrestre, anche con mezzi di trasporto a combustione interna (camion, veicoli trasporto truppe, ecc.), compiuto nelle migliori condizioni di sicurezza possibili.

## Caratteristiche
La definizione di criteri e tecniche precise per il movimento delle truppe, necessari per poter calcolare con precisione i tempi di spostamento e quindi di concentrazione dei reparti in una data località, è antica quanto la nascita degli eserciti organizzati. In tale ambito nacque l'idea di standardizzare lo spostamento dei reparti a piedi secondo un preciso ritmo cadenzato della camminata, uniforme per tutti i soldati, in modo che fosse possibile calcolare con una certa precisione la velocità di spostamento e quindi la distanza percorsa in un certo tempo. Furono quindi definiti, con il passare del tempo, differenti tipi di marcia diversificati a seconda del ritmo imposto ai soldati e quindi della velocità ottenibile dal reparto:
- la marcia "normale" si basava sul cosiddetto "passo naturale", ovvero una cadenza di camminata di circa 100 passi al minuto, che consentiva a un reparto appiedato di toccare una velocità di poco meno di quattro chilometri all'ora (su un terreno pianeggiate e con pendenze inferiori al 10%) e di coprire una distanza di circa 30 chilometri in un giorno;
- la marcia "celere" (o "accelerata"), caratterizzata da una cadenza superiore ai 100 passi al minuto ma inferiore ai 120 passi al minuto, che consentiva di toccare velocità più alte comprese tra quattro e sei chilometri all'ora;
- la marcia "forzata", caratterizzata da una cadenza di circa 120 passi al minuto che consentiva di toccare una velocità superiore ai sei chilometri all'ora, consentendo così spostamenti anche di 40 chilometri in un giorno (tenendo comunque conto della necessità di concedere pause di riposo ai reparti).

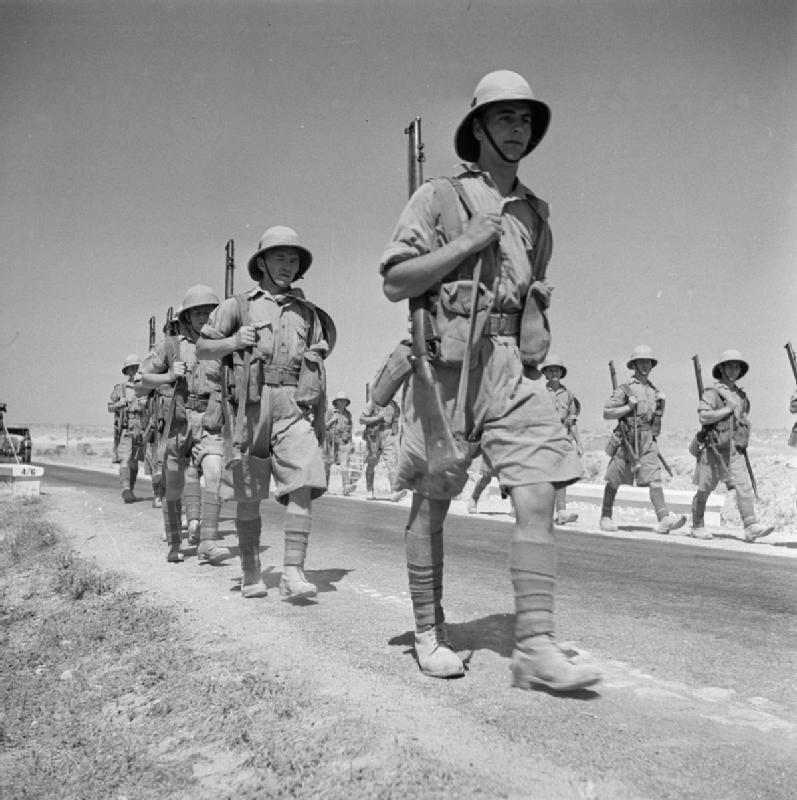
Soldati britannici in marcia lungo una strada di Cipro nel 1941

La marcia avviene con i soldati riuniti in formazioni chiuse, tipicamente a colonna ("colonna di marcia") di una lunghezza prestabilita ("profondità di marcia"), in modo da sfruttare pienamente le vie di comunicazione prestabilite (strade, ponti ecc. ecc.) e consentire agli ufficiali di sorvegliare la corretta applicazione delle disposizioni di marcia impartite ("disciplina di marcia"). Lo spostamento dei reparti tramite marcia viene organizzato nelle migliori condizioni di sicurezza possibili, e con tutti gli accorgimenti necessari per evitare attacchi a sorpresa da parte del nemico: il reparto in marcia è generalmente preceduto da unità d'avanguardia e di retroguardia per fronteggiare attacchi sul fronte o sul retro della colonna di marcia, nonché da unità distaccate fiancheggianti per la protezione dei lati della colonna.
L'introduzione, all'inizio del XX secolo, del trasporto dei reparti tramite veicoli meccanici ha fatto generalmente venir meno la necessità di organizzare grandi spostamenti di reparti appiedati. L'addestramento alla marcia è comunque rimasto parte della formazione dei soldati, visto che lo spostamento appiedato è ancora necessario in particolari situazioni geografiche (ad esempio, in caso di terreno montuoso ad alta quota) o operative (come in caso di reparti paracadutati dietro le linee nemiche).